# Energía nuclear en Corea del Sur
- Centrales nucleares activas
- Centrales nucleares en construcción
- Centrales nucleares planeadas

La energía nuclear es una de las principales fuentes de energía en Corea del Sur, proporcionando el 29% de la electricidad del país. La capacidad total de generación eléctrica de las centrales nucleares de Corea del Sur es de 20,5 GWe de 23 reactores, equivalente al 22% de la capacidad total de generación eléctrica de Corea del Sur.
En 2012 Corea del Sur tenía planes para una expansión significativa de su industria de energía nuclear, y para aumentar la cuota de generación de energía nuclear al 60% para 2035.
Once reactores más fueron programados para entrar en funcionamiento en el período de 2012 a 2021, añadiendo 13,8 GWe en total.  Sin embargo, en 2013 el gobierno presentó al parlamento un proyecto reducido de plan para la producción nuclear de hasta el 29% de la capacidad de generación para 2035, tras varios escándalos relacionados con la falsificación de la documentación de seguridad. Este nuevo plan aún implicaba aumentar la capacidad nuclear de 2035 en 7 GWe, a 43 GWe.  En respuesta a la preocupación generalizada del público, tras el desastre nuclear de Fukushima Daiichi en Japón, el alto riesgo de terremotos en Corea del Sur y los escándalos nucleares, el nuevo gobierno del presidente Moon Jae-in, elegido en 2017, decidió eliminar gradualmente la energía nuclear. Los tres reactores que se están construyendo actualmente se completarán, pero el gobierno ha decidido que serán los últimos que se construyan, y como las plantas existentes se cierran al final de su vida útil de 40 años serán reemplazadas por otros modos de generación
La investigación en energía nuclear en Corea del Sur, es muy activa con proyectos que incluyen una variedad de reactores avanzados, incluyendo un pequeño reactor modular, un reactor de transmutación nuclear rápido de metal líquido y un diseño de generación de hidrógeno de alta temperatura. También se han desarrollado localmente tecnologías de producción de combustible y de manejo de desechos. Corea del Sur también es miembro del proyecto de investigación de fusión nuclear ITER.
Corea del Sur está tratando de exportar su tecnología nuclear, con el objetivo de exportar 80 reactores nucleares para 2030. A partir de 2010, las empresas surcoreanas han llegado a acuerdos para construir un reactor de investigación en Jordania, y cuatro reactores APR-1400 en los Emiratos Árabes Unidos. También están buscando oportunidades en Turquía e Indonesia, así como en la India y la República Popular China. En diciembre de 2010, Malasia expresó su interés en adquirir la tecnología del reactor nuclear de Corea del Sur.

## Descripciones de reactores
Corea del Sur, sólo tiene cuatro sitios de estaciones generadoras activas, pero cada sitio alberga cuatro o más unidades, y tres sitios tienen planeados más reactores. Por lo tanto, la producción de energía nuclear de Corea está ligeramente más centralizada que la mayoría de las naciones con energía nuclear. El hecho de albergar múltiples unidades en cada sitio permite un mantenimiento más eficiente y menores costos, pero reduce la eficiencia de la red. Cuatro de los seis reactores de Wolsong son reactores de agua pesada presurizados CANDU (PHWR) de diseño canadiense.
En 2013, en respuesta a una petición de los pescadores locales, Korea Hydro and Nuclear Power (KHNP) rebautizó su planta de Yonggwang como la planta de Hanbit, y su planta de Ulchin en la provincia de Gyeongsang del Norte fue rebautizada como la planta de Hanul
En 2014 se firmó un acuerdo para permitir la construcción de dos reactores adicionales APR-1400 en Hanul (como Shin Hanul-3 y -4; la construcción no comenzará antes de 2017) y dos unidades en el condado de Yeongdeok (la construcción puede comenzar en 2022). El sitio propuesto en Yeongdeok se llamaría Cheonji. y ocuparía tierras en las aldeas de Nomul-ri, Maejeong-ri, y Seok-ri en Yeongdeok-eup. Samcheok había sido seleccionado previamente como un nuevo sitio para los reactores en 2012, pero los residentes rechazaron un reactor en un referéndum de 2015. La población de Yeongdeok disminuyó de 113.000 habitantes en 1974 a 38.000 en 2016, con un tercio de los residentes de 65 años o más; se buscó el emplazamiento para una nueva central nuclear como forma de asegurar la supervivencia del condado.
| Planta                    | Ciudad     | Provincia | Tecnología principal | Capacidad actual (MWe) | Capacidad planeada (MWe) |
| ------------------------- | ---------- | --------- | -------------------- | ---------------------- | ------------------------ |
| Kori                      | Gijang     | Busan     | PWR                  | 6040                   | 7937                     |
| Hanul (antes Ulchin)      | Uljin      | Gyeongbuk | PWR                  | 5900                   | 8700                     |
| Wolsong                   | Gyeongju   | Gyeongbuk | PHWR/PWR             | 2779                   | 4779                     |
| Hanbit (antes Yeonggwang) | Yeonggwang | Jeonnam   | PWR                  | 5900                   | 5900                     |
| Cheonji                   | Yeongdeok  | Gyeongbuk | PWR                  | 3000                   | 3000                     |

### Especificaciones por el reactor
| Nombre       | Unidad N° | Reactor | Reactor        | Estado(s)       | Capacidad en MW | Capacidad en MW | Inicio de construcción   | Inicio operacional       | Fecha de cierre         |
| Nombre       | Unidad N° | Tipo    | Modelo         | Estado(s)       | Neto            | Bruto           | Inicio de construcción   | Inicio operacional       | Fecha de cierre         |
| ------------ | --------- | ------- | -------------- | --------------- | --------------- | --------------- | ------------------------ | ------------------------ | ----------------------- |
| Hanbit       | 1         | PWR     | Westinghouse F | Operativo       | 960             | 996             | 4 de junio de 1981       | 25 de agosto de 1986     |                         |
| Hanbit       | 2         | PWR     | WH F           | Operativo       | 958             | 993             | 10 de diciembre de 1981  | 10 de junio de 1987      |                         |
| Hanbit       | 3         | PWR     | OPR-1000       | Operativo       | 997             | 1050            | 23 de diciembre de 1989  | 31 de marzo de 1995      |                         |
| Hanbit       | 4         | PWR     | OPR-1000       | Operativo       | 997             | 1049            | 26 de mayo de 1990       | 1 de junio de 1996       |                         |
| Hanbit       | 5         | PWR     | OPR-1000       | Operativo       | 997             | 1053            | 29 de junio de 1990      | 21 de mayo de 2002       |                         |
| Hanbit       | 6         | PWR     | OPR-1000       | Operativo       | 995             | 1052            | 20 de noviembre de 1997  | 24 de diciembre de 2002  |                         |
| Hanul        | 1         | PWR     | France CPI     | Operativo       | 960             | 1003            | 26 de junio de 1983      | 10 de septiembre de 1988 |                         |
| Hanul        | 2         | PWR     | France CPI     | Operativo       | 962             | 1008            | 5 de julio de 1983       | 30 de septiembre de 1989 |                         |
| Hanul        | 3         | PWR     | OPR-1000       | Operativo       | 994             | 1050            | 21 de julio de 1993      | 11 de agosto de 1998     |                         |
| Hanul        | 4         | PWR     | OPR-1000       | Operativo       | 998             | 1053            | 1 de noviembre de 1993   | 31 de diciembre de 1999  |                         |
| Hanul        | 5         | PWR     | OPR-1000       | Operativo       | 996             | 1051            | 1 de octubre de 1999     | 29 de julio de 2004      |                         |
| Hanul        | 6         | PWR     | OPR-1000       | Operativo       | 996             | 1051            | 29 de septiembre de 2000 | 22 de abril de 2005      |                         |
| Shun-Hanul   | 1         | PWR     | APR-1400       | En construcción | 1340            | 1400            | 10 de julio de 2012      | —                        |                         |
| Shun-Hanul   | 2         | PWR     | APR-1400       | En construcción | 1340            | 1400            | 19 de julio de 2012      | —                        |                         |
| Kori         | 1         | PWR     | WH 60          | Apagado         | 576             | 608             | 27 de abril de 1972      | 29 de abril de 1978      | 18 de junio de 2017     |
| Kori         | 2         | PWR     | WH F           | Operativo       | 639             | 676             | 4 de diciembre de 1977   | 22 de julio de 1978      |                         |
| Kori         | 3         | PWR     | WH F           | Operativo       | 1011            | 1042            | 1 de octubre de 1979     | 30 de septiembre de 1985 |                         |
| Kori         | 4         | PWR     | WH F           | Operativo       | 1010            | 1041            | 1 de abril de 1980       | 29 de abril de 1986      |                         |
| Shin-Kori    | 1         | PWR     | OPR-1000       | Operativo       | 1000            | 1048            | 16 de junio de 2006      | 28 de febrero de 2011    |                         |
| Shin-Kori    | 2         | PWR     | OPR-1000       | Operativo       | 1000            | 145             | 5 de junio de 2007       | 20 de julio de 2012      |                         |
| Shin-Kori    | 3         | PWR     | APR-1400       | Operativo       | 1416            | 1455            | 16 de octubre de 2009    | 15 de junio de 2016      |                         |
| Shin-Kori    | 4         | PWR     | APR-1400       | Operativo       | 1340            | 1400            | 19 de agosto de 2009     | 29 de agosto de 2019     |                         |
| Shin-Kori    | 5         | PWR     | APR-1400       | Suspendido      | 1340            | 1400            | 1 de abril de 2017       | —                        | 27 de junio de 2017     |
| Shin-Kori    | 6         | PWR     | APR-1400       | Suspendido      | 1340            | 1400            | 20 de septiembre de 2018 | —                        | 27 de junio de 2017     |
| Wolsong      | 1         | PHWR    | CANDU-06       | Apagado         | 657             | 687             | 30 de octubre de 1997    | 22 de abril de 1983      | 24 de diciembre de 2019 |
| Wolsong      | 2         | PHWR    | CANDU-06       | Operativo       | 655             | 678             | 22 de junio de 1992      | 1 de julio de 1997       |                         |
| Wolsong      | 3         | PHWR    | CANDU-06       | Operativo       | 684             | 698             | 17 de marzo de 1994      | 1 de julio de 1998       |                         |
| Wolsong      | 4         | PHWR    | CANDU-06       | Operativo       | 688             | 703             | 22 de julio de 1994      | 1 de octubre de 1999     |                         |
| Shin-Wolsong | 1         | PWR     | OPR-1000       | Operativo       | 991             | 1043            | 20 de noviembre de 2007  | 31 de julio de 2012      |                         |
| Shin-Wolsong | 2         | PWR     | OPR-1000       | Operativo       | 960             | 1000            | 23 de septiembre de 2008 | 26 de febrero de 2015    |                         |

## Movimiento antinuclear
El movimiento antinuclear de Corea del Sur está formado por grupos medioambientales, grupos religiosos, sindicatos, cooperativas y asociaciones profesionales. En diciembre de 2011, los manifestantes se manifestaron en Seúl y otras zonas después de que el gobierno anunciara que había escogido sitios para dos nuevas plantas nucleares.
El Grupo de Solidaridad de la Costa Este para la Lucha contra las Armas Nucleares se formó en enero de 2012. El grupo está en contra de la energía nuclear y de los planes de nuevas plantas de energía nuclear en Samcheok y Yeongdeok, y del cierre de los reactores nucleares existentes en Wolseong y Gori.
En enero de 2012, 22 grupos de mujeres surcoreanas hicieron un llamamiento para un futuro libre de armas nucleares. Las mujeres dijeron que sienten una enorme sensación de crisis después del desastre nuclear de Fukushima en marzo de 2011, que demostró el poder destructivo de la radiación en la pérdida de vidas humanas, la contaminación ambiental y la contaminación de los alimentos.
Choi Yul, presidente de la Fundación Verde de Corea, ha dicho: "El desastre del 11 de marzo ha demostrado que las centrales nucleares no son seguras".Choi dijo que el sentimiento antinuclear está creciendo en Corea del Sur en medio de la crisis de Fukushima, y que hay una oportunidad de revertir la política nuclear del país en 2012 porque Corea del Sur se enfrenta a una elección presidencial. En 2014, un profesor de ingeniería atómica de la Universidad Nacional de Seúl declaró que "El público ha perdido totalmente la confianza en la energía nuclear".
En 2015, Teddy Cho, un activista antinuclear, declaró que "la energía nuclear es sólo una excusa para desarrollar más tecnología nuclear". [cita requerida] Aunque no sea así, la energía nuclear en sí misma también ha demostrado ser muy peligrosa para el medio ambiente". {{}} Continuó diciendo que la energía nuclear es algo terrible en nuestra comunidad y debe ser desterrada. Otro activista antinuclear, Paul Kim, estuvo de acuerdo con las líneas del razonamiento de Cho.